# Épisodes de La Maison de tous les cauchemars
Cet article présente les treize épisodes de la série télévisée britannique La Maison de tous les cauchemars (Hammer House of Horror).

## Généralités
- Au Royaume-Uni, la série fut diffusée entre le 13 septembre 1980 et 6 décembre 1980 sur ITV.
- En France, elle a été diffusée du 8 juillet 1993 au 1er avril 1999 sur M6.

## Épisodes

### Épisode 1:Maléfices
- Royaume-Uni : 13 septembre 1980 sur ITV
- France : 8 juillet 1993 sur M6[1]

- Jon Finch (David Winter)
- Patricia Quinn (Lucinda Jessup)
- Prunella Gee (Mary Winter)
- Ian McCulloch (Docteur Charles Henderson)
- Lennard Pearce (Le recteur)
- Margaret Anderson (La sœur)

### Épisode 2:La Treizième réunion
- Royaume-Uni : 20 septembre 1980 sur ITV
- France : 15 juillet 1993 sur M6[2]

- Julia Foster (Ruth)
- Dinah Sheridan (Gwen Cox)
- Kevin Stoney (Rothwell)
- Gerrard Kelly (Andrew)
- Richard Pearson (Sir Humphrey Chesterton)
- Warren Clarke (Ben Faraday)
- Georges Innes (Basil)
- Norman Bird (Cedric)
- James Cosmo (Willis)

### Épisode 3:Un étrange réveil
- Royaume-Uni : 27 septembre 1980 sur ITV
- France : 15 juillet 1993 sur M6[2]

- Denholm Elliott (Norman Shenley)
- Lucy Gutteridge (Lolly)
- James Laurenson (Monsieur Rayburn)
- Pat Heywood (Emily Shenley)
- Eleanor Summerfield (Lady Strudwick)
- Gareth Armstrong (Docteur Melbury)
- Patricia Mort (La servante)

### Épisode 4:Souffrances
- Royaume-Uni : 4 octobre 1980 sur ITV
- France : 8 juillet 1993 sur M6[1]

- Barbara Kellerman (Laurie Morton)
- Gary Bond (Terence Morton)
- Norman Beaton (Monsieur Ngenko)
- Tariq Yunus (Charles Austin)
- Matthew Blakstad (James)
- Christopher Reilly (William)
- Daphne Anderson (La Matronne)
- Michael Hughes (Le mécanicien)
- Karin Scott (L'infirmière)
- Geoffrey Beevers (L'employé du cimetière)

### Épisode 5:La maison sanglante
- Royaume-Uni : 11 octobre 2014 sur ITV
- France : 22 juillet 1993 sur M6[3]

- Nicholas Ball (en) (William Peters)
- Rachael Davies (Emma Peters)
- Emma Ridley (Sophie Peters)
- Pat Maynard (Jean Evans)
- Brian Croucher (George Evans)
- Milton Johns (A.J. Powers)
- George Tovey (L'homme âgé)
- Una Brandon-Jones (La dame âgée)
- Max Mason (Le journaliste)
- Anna Perry (La journaliste)
- Jo Warne (La première mère de famille)
- Sarah Keller (La seconde mère de famille)
- Marilyn Finkay (La sœur)

### Épisode 6:Charlie Boy
- Royaume-Uni : 18 octobre 1980 sur ITV
- France : 22 juillet 1993 sur M6[3]

- Leigh Lawson (Graham)
- Angela Bruce (Sarah)
- Marius Goring (Heinz)
- Frances Cuka (Gwen)
- Michael Culver (Mark)
- Michael Deeks (Phil)
- David Healy (Peter)
- Jeff Rawle (Franks)
- Janet Clare Fielding (La secrétaire)
- Michael Stock (L'armurier)
- Lee Richards (L'actrice)
- Andrew Pariss (L'enfant)
- Charles Pemberton (Le policier)

### Épisode 7:Le Cri
- Royaume-Uni : 25 octobre 1980 sur ITV
- France : 12 août 1993 sur M6[4]

- Peter Cushing (Martin Blueck)
- Brian Cox (Chuck Spillers)
- Elaine Donnelly (Annie Spillers)
- Anthony Carrick (Détective inspecteur Aldridge)
- Robin Browne (Officier de police)
- Terry Kinsella (Lionel)

### Épisode 8:Les Enfants de la pleine lune
- Royaume-Uni : 1er novembre 1980 sur ITV
- France : 5 août 1993 sur M6[5]

- Diana Dors (Madame Ardoy)
- Christopher Cazenove (Tom Martin)
- Celia Gregory (Sarah Martin)
- Robert Urquhart (Harry)
- Jacob Witkin (Le coupeur de bois)
- Adrian Mann (Tibor)
- Victoria Wood (Sophy)
- Sophie Kind (Eloise)
- Matthew Dorman (Le jeune garçon)
- Wilhemina Green (La jeune fille)
- Corinna Reardon (La petite fille)
- Daniel Payne (Le petit garçon)
- Natalie Payne (Irenya)
- Daniel Kipling (Andreas)

### Épisode 9:L'Aigle des Carpathes
- Royaume-Uni : 8 novembre 1980 sur ITV
- France : 1er avril 1999 sur M6[6]

- Anthony Valentine (Inspecteur Clifford)
- Suzanne Danielle (Natalie)
- Siân Phillips (Madame Henska)
- Jonathan Kent (Tader)
- Pierce Brosnan (La dernière victime)

### Épisode 10:Le Gardien des abysses
- Royaume-Uni : 15 novembre 1980 sur ITV
- France : 28 août 1997 sur M6[7]

- Ray Lonnen (Michael Roberts)
- Rosalyn Landor (Allison)
- John Carson (Charles Randolph)
- Paul Darrow (Simon Andrews)
- Caroline Langrishe (Tina)
- Sophie Thompson (La première fille)
- Sharon Fussey (La seconde fille)
- Barry McDonald (Le Commissaire-Priseur)
- Barbara Ewing (Laura)

### Épisode 11:Visiteur d'outre-tombe
- Royaume-Uni : 22 novembre 1980 sur ITV
- France : 23 mars 1995 sur M6[8]

- Simon MacCorkindale (Harry)
- Kathryn Leigh Scott (Penny)
- Gareth Thomas (Richard / Gupta)
- Mia Nardi (Margaret)
- Stanley Lebor (Charles)

### Épisode 12:Les Deux Faces du démon
- Royaume-Uni : 29 novembre 1980 sur ITV
- France : 12 août 1993 sur M6[4]

- Anna Calder-Marshall (Janet Lewis)
- Gary Raymond (Martin Lewis)
- Paul Hawkins (David Lewis)
- Pauline Delany (La bonne sœur)
- Philip Latham (Hargreaves)
- Jenny Laird (Madame Roberts)
- William Moore (Monsieur Roberts)
- Jeremy Longhurst (Docteur Cummings)
- Brenda Cowling (Infirmière Davies)
- Mike Savage (Officier Jenkins)
- Malcolm Hayes (Infirmier)

### Épisode 13:L'Empreinte du diable
- Royaume-Uni : 6 décembre 1980 sur ITV
- France : 5 août 1993 sur M6[5]

- Peter McEnery (Edwyn Rord)
- Georgina Hale (Stella)
- Emrys James (Docteur Harris)
- Peter Birrel (Markham)
- Anthony Brown (Le prêtre)
- Conrad Phillips (Docteur Manders)
- Annie Dyson (Madame Rord)
- Peter Cartwright (Le chirurgien)
- James Duggan (Sampson)
- Andrew Bradford (Steve)
- James Curran (Pritchard)
- Chrispin Gillbard (Le policier)